# Победник-Малий
Победник-Малий (пол. Pobiednik Mały) — село в Польщі, у гміні Іґоломія-Вавженьчиці Краківського повіту Малопольського воєводства.
Населення — 338 осіб (2011).
У 1975-1998 роках село належало до Краківського воєводства.

## Демографія
Демографічна структура станом на 31 березня 2011 року:
|          | Загалом | Допрацездатний вік | Працездатний вік | Постпрацездатний вік |
| -------- | ------- | ------------------ | ---------------- | -------------------- |
| Чоловіки | 169     | 27                 | 122              | 20                   |
| Жінки    | 169     | 39                 | 95               | 35                   |
| Разом    | 338     | 66                 | 217              | 55                   |